# Antonio Fanelli
Antonio Fanelli (Bari, 29 mei 1966) is een Italiaans voormalig wielrenner en baanwielrenner. Zijn jongere broer Ivan Fanelli reed enkele jaren bij Amore & Vita, evenals zijn zwager Timothy Jones.

## Belangrijkste overwinningen
1986
- Italiaans kampioen op de weg, Amateurs

1992
- Wereldkampioenschap stayeren, Elite

1993
- Italiaans kampioen stayeren, Elite